# Johann-Peter-Hebelprijs
De Johann-Peter-Hebelprijs is een literatuurprijs van de Duitse deelstaat Baden-Württemberg. De prijs wordt sinds 1974 elke twee jaar uitgereikt in Hausen im Wiesental. Van 1936 tot 1974 werd de prijs jaarlijks toegewezen.
De prijs is vernoemd naar de dichter en schrijver in het Alemannische dialect Johann Peter Hebel (1760-1826), die een groot deel van zijn jeugd in Hausen doorbracht.. Met de prijs worden schrijvers, vertalers of wetenschappers onderscheiden, wier werk met het Alemannisch of Hebel te maken heeft. Aan de prijs is een geldbedrag van 10.000 Euro verbonden.

## Winnaars
| - 2020 Sibylle Berg - 2018 Christoph Meckel - 2016 Lukas Bärfuss - 2014 Franz Hohler - 2012 Karl-Heinz Ott - 2010 Arnold Stadler - 2008 Arno Geiger - 2006 Martin Stadler - 2004 Maria Beig - 2002 Markus Werner - 2000 Emma Guntz - 1998 Lotte Paepcke - 1996 Kundeyt Surdum - 1994 Peter von Matt - 1992 Adrien Finck - 1990 Manfred Bosch - 1988 Michael Köhlmeier - 1986 Peter Bichsel - 1984 Claude Vigée - 1982 Maria Menz - 1980 Elias Canetti | - 1978 Erika Burkart - 1976 André Weckmann - 1974 Gerhard Jung - 1973 Hermann Joseph Kopf - 1972 Kurt Marti - 1971 Lucien Sittler - 1970 Marie Luise Kaschnitz - 1969 Gertrud Fussenegger - 1968 Hermann Schneider - 1967 Joseph Lefftz - 1966 Eberhard Meckel - 1965 Adalbert Welte - 1964 Albert Bächtold - 1963 Robert Minder - 1962 Richard Nutzinger - 1961 Albin Fringeli - 1960 Martin Heidegger - 1959 Carl Jacob Burckhardt - 1958 Friedrich Alfred Schmid Noerr - 1957 Emanuel Stickelberger | - 1956 Lina Kromer - 1955 Wilhelm Zentner - 1954 Otto Flake - 1953 Reinhold Zumtobel - 1952 Max Picard - 1951 Albert Schweitzer - 1950 Wilhelm Altwegg - 1949 Wilhelm Hausenstein - 1948 Traugott Meyer - 1947 Franz Schneller - 1946 Anton Fendrich - 1943 Jakob Schaffner - 1942 Wilhelm Weigand - 1941 Emil Strauß - 1940 Benno Rüttenauer - 1939 Hermann Eris Busse - 1938 Eduard Reinacher - 1937 Alfred Huggenberger - 1936 Hermann Burte |